# Terry Hayes (Drehbuchautor)
Terry Hayes (* 8. Oktober 1951 in England) ist ein britischer Drehbuchautor, Produzent und Autor.

## Leben
Der 1951 in England geborene Terry Hayes wurde für den 2001 entstandenen Film From Hell mit dem Bram Stoker Award für das Beste Drehbuch ausgezeichnet. In Australien wurde er durch das Drehbuch zu der TV-Miniserie The Dismissed bekannt, die die Entlassung des ehemaligen australischen Premierministers Gough Whitlam zum Thema hatte.
Anfang 2024 stellte sich heraus, dass Hayes gemeinsam mit Tammy Cohen den im Januar 2024 erschienenen Roman Argylle verfasste, der als Vorlage für den gleichnamigen Film von Matthew Vaughn diente. Zunächst wurde vorgegeben, dieser sei, wie in der Filmhandlung, von der fiktiven Figur Elly Conway, im Film verkörpert von Bryce Dallas Howard, verfasst worden.

## Filmografie (Auswahl)
- 1981: Mad Max II – Der Vollstrecker (Mad Max 2: The Road Warrior)
- 1983: The Dismissed
- 1985: Mad Max – Jenseits der Donnerkuppel (Mad Max beyond Thunderdome)
- 1987: Das Jahr meiner ersten Liebe (The Year My Voice Broke)
- 1989: Todesstille (Dead Calm)
- 1989: Bangkok Hilton
- 1991: Flirting
- 1999: Payback – Zahltag (Payback)
- 2000: Vertical Limit
- 2001: From Hell

## Bücher (Auswahl)
- Faceless: Der Tod hat kein Gesicht. (I Am Pilgrim). Page & Turner Verlag, München 2014, ISBN 978-3-442-20433-5.